# Vilde Bøe Risa
Vilde Bøe Risa (* 13. Juli 1995 in Bergen) ist eine norwegische Fußballspielerin, die seit 2016 für die A-Nationalmannschaft und seit September 2023 für Atlético Madrid in der Primera División spielt.

## Karriere

### Vereine
Risa spielte ab 2012 für den norwegischen Erstligisten Arna-Bjørnar, dabei in den ersten Jahren gelegentlich auch in der U-19 und 2. Mannschaft, die in der 2. Division (3. Liga) spielte. In ihren ersten drei Jahren war der Verein die dritte Kraft in der Toppserien, fiel dann ins Mittelfeld zurück, wobei sie 2017 aufgrund eines Kreuzbandrisses kein Spiel machte, und konnte erst in ihrer letzten Saison wieder den dritten Platz erreichen. Zur Saison 2019 wechselte sie dann zum schwedischen Vizemeister Kopparbergs/Göteborg FC. Mit dem Verein gewann sie am 1. Mai 2019 das Pokalfinale. Die Saison schlossen sie als Dritte ab. Als Vizemeister der Vorsaison waren sie aber für die UEFA Women’s Champions League 2019/20 qualifiziert. Dort schied die Mannschaft im Sechzehntelfinale aufgrund der Auswärtstorregel aus. Denn nach einer 1:2-Heimniederlage gegen den deutschen Vizemeister FC Bayern München, bei der sie nicht eingesetzt wurde, konnten sie in München nur mit 1:0 gewinnen. Immerhin hatte sie damit ihren ersten Einsatz auf europäischer Vereinsebene.
Nach zwei Spielzeiten in Schweden und der Meisterschaft 2020 kehrte sie zurück in ihre Heimat und wechselte zum IL Sandviken, wo sie aber auch nicht lange blieb, denn bereits nach knapp drei Monaten wechselte sie in die FA Women’s Super League zu Manchester United W.F.C., wo sie einen Zweijahresvertrag mit Option auf ein weiteres Jahr erhielt.
Bereits nach zwei Jahren wechselte sie aber zu Atlético Madrid.

### Nationalmannschaft
Risa durchlief die norwegischen Juniorinnenmannschaften und nahm mit der U17-Nationalmannschaft an den beiden Qualifikationsrunden zur Europameisterschaft 2012 teil, konnten aber in der zweiten Runde den Heimvorteil nicht nutzen und schieden durch eine 0:4-Niederlage gegen Frankreich aus. Mit der U19-Nationalmannschaft konnte sie sich dann für die Europameisterschaft 2013 in Wales qualifizieren. Bei dieser schieden sie aber nach Niederlagen gegen Deutschland und Finnland sowie einem Sieg gegen Schweden als Gruppendritte aus. 2014 fand die U19-EM in ihrer Heimat statt, so dass sie sich nicht qualifizieren mussten. Sie überstanden dann die Gruppenphase, verloren aber das Halbfinale gegen Spanien mit 0:2.
Danach spielte sie zehnmal mit der U23-Mannschaft und kam am 19. September 2016 beim letzten Qualifikationsspiel zur EM 2017 und letzten Spiel unter Roger Finjord gegen Israel zu ihrem ersten A-Länderspiel. Sie wurde in der 65. Minute eingewechselt und erzielte sechs Minuten später mit ihrem ersten A-Länderspieltor das Tor zum 4:0 (Endstand 5:0). Zwei Monate später stand sie im Freundschaftsspiel gegen Deutschland in der Startelf und spielte über 90 Minuten. Dazwischen spielte sie noch ein letztes Mal mit der U23-Mannschaft. Sie wurde auch noch bei zwei Testspielen im Januar 2017 eingesetzt, dann aber verletzungsbedingt erst wieder beim Algarve-Cup 2018. Ab Juni 2018 war sie dann Stammspielerin und wurde nun in allen Spielen eingesetzt, davon die letzten vier Spiele in der Qualifikation zur WM 2019, in denen sie jeweils eingewechselt wurde. Am Ende wurden die Norwegerinnen vor Europameister Niederlande Gruppensieger. Ihren ersten Turniererfolg hatte sie 2019 mit dem Gewinn des Algarve-Cups. Am 2. Mai wurde sie für die WM 2019 nominiert. Bei der WM kam sie in den fünf Spielen der Norwegerinnen zum Einsatz und stand dabei jeweils in der Startelf. Durch eine 0:3-Niederlage gegen England im Viertelfinale schied sie mit ihrer Mannschaft aus und verpasste damit auch die Olympischen Spiele 2020.
In der Qualifikation für die EM 2022 wurde sie in fünf von sechs Spielen der Norwegerinnen eingesetzt. Da sie nach den sechs Spielen qualifiziert waren, fanden die letzten beiden Spiele, die wegen der COVID-19-Pandemie mehrfach verschoben worden waren und die keinen Einfluss mehr auf die übrige Qualifikation hatten, nicht mehr statt. In den ersten sechs Spielen der Qualifikation für die WM 2023 wurde sie zweimal ein- und dreimal ausgewechselt.
Am 7. Juni 2022 wurde sie für die EM-Endrunde nominiert. Sie wurde in den drei Gruppenspielen eingesetzt, die mit einem 4:1-Sieg gegen EM-Neuling Nordirland begannen. Danach kassierten sie gegen England mit 0:8 die höchste Niederlage ihrer Länderspielgeschichte. Durch eine 0:1-Niederlage, die erste überhaupt gegen Österreich, verpassten sie als Gruppendritte die K.-o.-Runde.
Am 19. Juni 2023 wurde sie für die WM-Endrunde nominiert, wurde in jedem der vier Spiele ihres Teams eingesetzt und schied mit der Mannschaft im Achtelfinale gegen die Japanerinnen aus.
Da erstmals das Abschneiden bei der WM für die europäischen Teams nicht entscheidend für die Qualifikation zu den Olympischen Spielen 2024 war, hatten die Norwegerinnen noch die Chance sich über die UEFA Women’s Nations League 2023/24 für die Spiele in Paris zu qualifizieren. Die Norwegerinnen konnten aber nur ein Spiel gewinnen und verpassten als Gruppendritte nicht nur das Final Four Turnier, bei dem um zwei Olympiatickets gespielt wurde, sondern mussten auch in die Relegation, die sie aber gegen Kroatien mit 3:0 und 5:0 erfolgreich abschlossen. Bøe Risa kam in fünf Gruppenspielen und den beiden Play-off-Spielen zum Einsatz.
Am 16. Juni 2025 wurde sie für die Endrunde der EM 2025 nominiert. Sie kam dreimal in den Gruppenspielen zum Einsatz, wobei sie jeweils ausgewechselt wurde. In Achtelfinale schieden die Norwegerinnen ohne sie gegen Italien durch ein Last-Minute-Gegentor aus.

## Erfolge
- Schwedische Pokalsiegerin 2019
- Algarve-Cup Sieger 2019 (ohne Einsatz im Finale)
- Schwedischer Meister 2020